# تل ترعي
تل ترعي قرية سورية تتبع ناحية التمانعة في منطقة معرة النعمان في محافظة ادلب. في عام 2004 تم العثور على لوحة فسيفسائية في القرية ونُقلت إلى مدينة روما حيث قام الإيطاليون بصيانتها ثم أُعيدت إلى المتحف الوطني بدمشق لتستقر في متحف معرة النعمان.